# Гудков, Алексей Фёдорович
Алексей Фёдорович Гудков (10 (23) марта 1915, Толмачёво, Тверская губерния — 1996) — советский военнослужащий, участник Великой Отечественной войны, полный кавалер ордена Славы, старшина роты 92-го инженерного танкового полка, старший сержант — на момент представления к награждению орденом Славы 1-й степени.

## Биография
Родился 10 (23) марта 1915 года в деревне Толмачёво (ныне — Старицкого района Тверской области). Окончил 6 классов. Член ВКП/КПСС с 1943 года. Работал шофёром в дорожно-строительной конторе города Алексин Тульской области.
В Красной Армии с 1939 года. Окончил полковые курсы механиков-водителей танков. На фронте в Великую Отечественную войну с июня 1941 года. В составе 30-й армии Западного фронта в июле-августе 1941 года участвовал в Смоленском сражении, в составе Калининского фронта — в оборонительных боях под Ржевом и освобождении самого города в марте 1943 года. С августа 1943 года А. Ф. Гудков принимал участие в наступательных боях в районе Ельни, на смоленском и оршанском направлениях, а с декабря — в районе Великих Лук.
Механик-водитель танка 227-го танкового полка сержант Гудков 7 апреля 1944 года в бою за деревню Мокрово в составе экипажа первым ворвался на передний край обороны противника, огнём и гусеницами разрушил вражеский дзот, уничтожил до десяти противников. На следующий день при атаке позиций врага у деревни Галичино танк Гудкова подорвался на мине и загорелся. Гудков вывел свою поврежденную машину в укрытие, оказал помощь раненому командиру и с помощью остальных членов экипажа погасил пламя.
15 апреля 1944 года за мужество, проявленное в боях с врагом, сержант Гудков награждён орденом Славы 3-й степени.
Механик-водитель 92-го инженерного танкового полка старший сержант Гудков в боях на подступах к городу Кюстрин под огнём противника тралом проделывал проходы в минных полях для успешных действий пехоты. 7-11 марта 1945 года в уличных боях за Кюстрин умело маневрировал машиной, давал целеуказания, что помогло экипажу подавить несколько огневых точек.
Приказом по 5-й ударной армии от 25 марта 1945 года старший сержант Гудков награждён орденом Славы 2-й степени.
Старшина роты 92-го инженерного танкового полка Гудков 14-19 апреля 1945 года на левом берегу реки Одер, на подступах к Берлину, заменил в бою раненого старшего моториста-регулировщика, в районе населённого пункта Илов оказал помощь экипажу повреждённого танка. Когда противники попытались захватить танк, вступил в бой и истребил 15 вражеских солдат.
Указом Президиума Верховного Совета СССР от 15 мая 1946 года за мужество, отвагу и героизм старший сержант Гудков Алексей Фёдорович награждён орденом Славы 1-й степени.
Демобилизован в декабре 1945 года. Жил в городе Тверь. Работал шофёром.
Награждён орденами Славы 1-й, 2-й и 3-й степени, Отечественной войны 1-й степени, медалями.